# NOW (CKBのアルバム)
『NOW』（なう）は、クレイジーケンバンド19枚目のアルバム。2020年10月21日に発売。本作は前作迄の様にDVD付初回限定盤仕様は発売されていない。

## 収録曲
全曲　作詞・作曲：横山剣／編曲：横山剣/小野瀬雅生　（特記以外）
1. サムライ・ボルサリーノ
2. ヨコスカ慕情
3. eye catch ＊ 昨日のつづき
4. IVORY ＊ LP仕様
（テレビ朝日『じゅん散歩』2020年6・7 月度エンディングテーマ）
5. だから言ったでしょ ＊ LP仕様
6. 9月21日
7. 紅葉
8. 月夜のステラ
9. 愛があるなら年の差なんて
10. 門松　remastering　（映画「嘘八百 京町ロワイヤル」主題歌）
11. 夢の夢　remastering　（NHKアニメ「おじゃる丸」エンディング・テーマ）
12. eye catch ＊ 夢のつづき
13. Hot Cha
14. テンプル通りのアイリーン
15. SSS
16. NOW
17. eye catch ＊ 昨日、今日、明日
18. Hello, Old New World　（作詞・作曲：小野瀬雅生）